# Desa Gondang Lor
Desa Gondang Lor är en administrativ by i Indonesien.   Den ligger i provinsen Jawa Timur, i den västra delen av landet, 600 km öster om huvudstaden Jakarta. Desa Gondang Lor ligger vid sjön Waduk Gondang.